# مانووار
Manowar هي فرقة هيفي ميتال وباور ميتال أمريكية من مدينة اوبورن في نيويورك، تأسست عام 1980.
أعضاء الفرقة هم جوي دومايو عازف بايس واريك ادامس في الغناء وكارل لوكان جيتار وسكوت كولومبوس طبل. تمكنت الفرقة من بيع مازيد عن 9 ملايين اسطوانة في أنحاء العالم. في عام 1984 دخلت الفرقة موسوعة غينيس للأرقام القياسية كأعلى صوت أداء موسيقي، ومرة أُخرى في عام 2008 بأطول حفلة هيفي ميتال لمدة 5 ساعات ودقيقة ببلغاريا.
رغم ضيق انتشار الفرقة بالولايات المتحدة، لهم انتشار واسع وضخم جداً في أوروبا واليابان وأستراليا وأميركا الجنوبية

## وصلات خارجية
- مانووار على موقع IMDb (الإنجليزية)
- مانووار على موقع ميوزك برينز (الإنجليزية)
- مانووار على موقع أول ميوزيك (الإنجليزية)
- مانووار على موقع ديسكوغز (الإنجليزية)

- الموقع الرسمي
- جميع الكلمات التابعة لاغاني Manowar
- التاريخ والإصدارات الكاملة
- اقتباسات Manowar
- مستجدات Manowar، كلمات الاغاني واراء بالالبومات
- Ross-the-Boss.com
- Manowar السويد
- Manowar.lap.hu السويد